# Dawyck Chapel

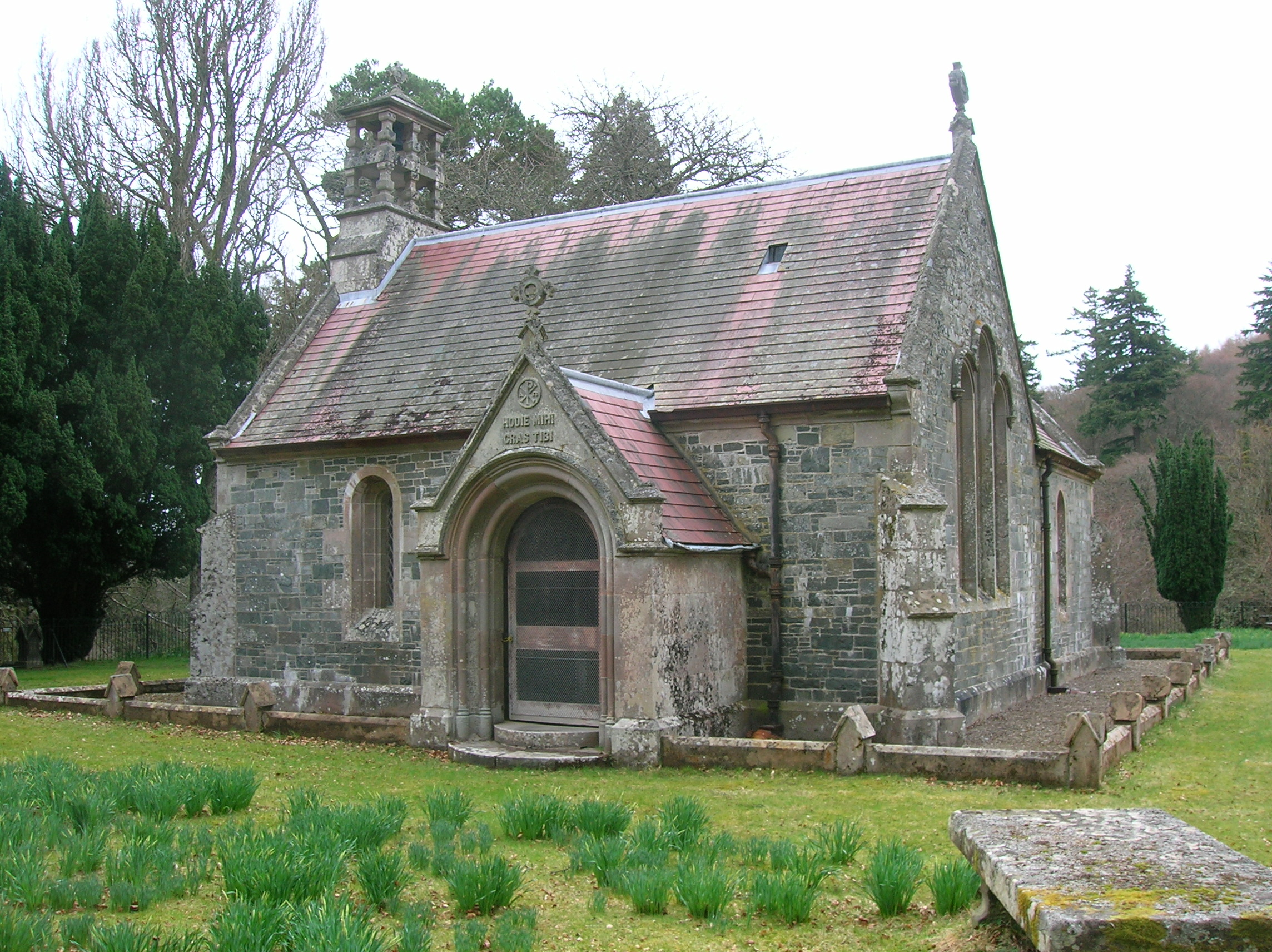
Dawyck Chapel (2010)

Dawyck Chapel – zabytkowa kaplica z I połowy XIX wieku, położona na terenie ogrodu botanicznego Dawyck Botanic Garden.
Kaplica stoi na miejscu ruin poprzedniej budowli "Dalwick Chapel", sięgającej historią średniowiecza. Przynależy do parafii we wsi Drumelzier. Zbudowana została w 1837 roku.